# Kat (jeu)
Pour les articles homonymes, voir Kat (homonymie).
Un kat est un jouet à collectionner créé en 2021 en France. 

## Description
Les kats ont été en 2021 en France. Les kats sont des triangles cartonnés décorés, de 5 cm de côté, lancés en général sur une table,. Une partie, ou duel, voit s'affronter plusieurs joueurs (en général deux), au cours de tours successifs. « Chaque joueur commence avec 6 kat : 5 normaux et 1 « black hole ». Les « black holes » ont un fond noir et ont un cercle en leur milieu. Ils permettent de prendre tous les triangles restés au sol. Une partie se joue en général en deux manches, en alternant celui qui commence. Si chacun en gagne une, celui ou celle qui avait le plus de triangles en main au moment de sa victoire gagne la partie. Le but du jeu est de récupérer les kats de l'adversaire en les recouvrant. »
Il existe depuis 2022 un anime autour du jeu intitulé Kat Triangle Tarot. Geek N Play considère les kats comme les successeurs des pogs.